# Würges
Würges is een plaats in de Duitse gemeente Bad Camberg, deelstaat Hessen, en telt 2845 inwoners (2005).